# 1990-es Formula–1 belga nagydíj
A belga nagydíj volt az 1990-es Formula–1 világbajnokság tizenegyedik futama.

## Futam
A  belga nagydíj előtt az Onyx visszalépett, így a két Ligier-nek nem kellett részt vennie az előkvalifikáción. Spában Senna indult az élről Berger, Prost és Boutsen előtt.
Az első rajtnál Piquet kilökte Mansellt a pályáról, majd Nakadzsima és Modena ütközött össze. A megismételt rajtnál Paolo Barilla a falnak ütközött Minardijával és eltorlaszolta a pályát. Miután harmadszor is elrajtolt a mezőny, Senna megtartotta a vezetést Berger, Prost és Boutsen előtt. A 11. körben Mansell kiállt a boxba autója nehéz kezelhetősége miatt. 8 körre visszaállt, amikor a probléma még súlyosabbá vált, így a brit kiállt. A 14. körben Prost megelőzte Bergert, aki ezután kiállt kerékcserére. Az élen haladó Senna és Prost között 2 másodperc volt a különbség és egyszer álltak ki a boxba. Nannini, aki nem tervezett kerékcserét, közéjük került. Patrese és Boutsen is kiállt váltóhiba miatt. Prost megelőzte Nanninit, Berger pedig a 41. körben került elé, amikor az olasz túl szélesen vette az egyik kanyart. Senna győzött Prost, Berger és Nannini előtt.
|         | Rsz. | Versenyző          | Csapat                | Körök | Idő/Kiesések | Rajthely | Pontok |
| ------- | ---- | ------------------ | --------------------- | ----- | ------------ | -------- | ------ |
| 1       | 27   | Ayrton Senna       | McLaren-Honda         | 44    | 1:26:31,997  | 1        | 9      |
| 2       | 1    | Alain Prost        | Ferrari               | 44    | + 3,550      | 3        | 6      |
| 3       | 28   | Gerhard Berger     | McLaren-Honda         | 44    | + 28,462     | 2        | 4      |
| 4       | 19   | Alessandro Nannini | Benetton-Ford         | 44    | + 49,337     | 6        | 3      |
| 5       | 20   | Nelson Piquet      | Benetton-Ford         | 44    | + 1:29,650   | 8        | 2      |
| 6       | 15   | Maurício Gugelmin  | Leyton House-Judd     | 44    | + 1:48,851   | 14       | 1      |
| 7       | 16   | Ivan Capelli       | Leyton House-Judd     | 43    | + 1 kör      | 12       |        |
| 8       | 4    | Jean Alesi         | Tyrrell-Ford          | 43    | + 1 kör      | 9        |        |
| 9       | 29   | Éric Bernard       | Larrousse-Lamborghini | 43    | + 1 kör      | 15       |        |
| 10      | 10   | Alex Caffi         | Arrows-Ford           | 43    | + 1 kör      | 19       |        |
| 11      | 11   | Derek Warwick      | Lotus-Lamborghini     | 43    | + 1 kör      | 11       |        |
| 12      | 12   | Martin Donnelly    | Lotus-Lamborghini     | 43    | + 1 kör      | 22       |        |
| 13      | 9    | Michele Alboreto   | Arrows-Ford           | 43    | + 1 kör      | 24       |        |
| 14      | 25   | Nicola Larini      | Ligier-Ford           | 42    | + 2 kör      | 21       |        |
| 15      | 23   | Pierluigi Martini  | Minardi-Ford          | 42    | + 2 kör      | 16       |        |
| 16      | 14   | Olivier Grouillard | Osella-Ford           | 42    | + 2 kör      | 23       |        |
| 17      | 8    | Stefano Modena     | Brabham-Judd          | 39    | Motorhiba    | 13       |        |
| Kiesett | 7    | David Brabham      | Brabham-Judd          | 36    | Elektronika  | 24       |        |
| Kiesett | 22   | Andrea de Cesaris  | Dallara-Ford          | 27    | Motorhiba    | 20       |        |
| Kiesett | 5    | Thierry Boutsen    | Williams-Renault      | 21    | Váltóhiba    | 4        |        |
| Kiesett | 2    | Nigel Mansell      | Ferrari               | 19    | Meghajtás    | 5        |        |
| Kiesett | 6    | Riccardo Patrese   | Williams-Renault      | 18    | Váltóhiba    | 7        |        |
| Kiesett | 21   | Emanuele Pirro     | Dallara-Ford          | 5     | Vízszivárgás | 17       |        |
| Kiesett | 3    | Nakadzsima Szatoru | Tyrrell-Ford          | 4     | Motorhiba    | 16       |        |
| Kiesett | 30   | Szuzuki Aguri      | Larrousse-Lamborghini | 0     | Baleset      | 11       |        |
| Kiesett | 24   | Paolo Barilla      | Minardi-Ford          | 0     | Baleset      | 25       |        |
| NK      | 26   | Philippe Alliot    | Ligier-Ford           |       |              |          |        |
| NK      | 17   | Gabriele Tarquini  | AGS-Ford              |       |              |          |        |
| NK      | 18   | Yannick Dalmas     | AGS-Ford              |       |              |          |        |
| NK      | 31   | Bertrand Gachot    | Coloni-Ford           |       |              |          |        |
| NeK     | 33   | Roberto Moreno     | Euro Brun-Judd        |       |              |          |        |
| NeK     | 34   | Claudio Langes     | Euro Brun-Judd        |       |              |          |        |

## Statisztikák
Vezető helyen:
- Ayrton Senna: 44 (1-44)

Ayrton Senna 25. győzelme, 48. (R) pole-pozíciója, Alain Prost 34. (R) leggyorsabb köre.
- McLaren 85. győzelme.